# کوبکیوکیورا، شیلی
کوبکیوکیورا، شیلی (به اسپانیایی: Cobquecura) یک سکونتگاه مسکونی در شیلی است که در استان نوبل واقع شده‌است.

## خصوصیات
کوبکیوکیورا ۵۷۰٫۳ کیلومترمربع مساحت و ۵٬۰۴۳ نفر جمعیت دارد و ۱۲۴ متر بالاتر از سطح دریا واقع شده‌است.